# Dagâța
Dagâța là một xã thuộc hạt Iași, România. Dân số thời điểm năm 2002 là 4856 người.